# Андруцос, Одиссей
Одиссей (Одиссеас) Андру́цос (греч. Οδυσσέας Ανδρούτσος; 1788 — 5 июня 1825) — греческий военачальник, деятель греческой войны за освобождение. Выходец из клефтской семьи.

## Биография
Одиссей родился в 1790 году на острове Итаке. Его отец, известный клефт Андреас Андруцос происходил из Фетиды в Центральной Греции, мать из Превезы в Эпире.
После десятилетий военных действий против турок, Андреас Андруцос присоединился со своим отрядом к каперному флоту Ламброса Кацониса из Левадии, греческого повстанца и одновременно офицера на российской службе. Кацони и стал крёстным отцом Одиссея. После того как Кацони ушёл в Россию и обосновался в Ливадии в Крыму, Андреас Андруцос в 1792 году прошёл со своим отрядом через Пелопоннес в Среднюю Грецию. В 1793 году Андреас Андруцос принимает решение пробраться в Россию и просить помощь, но добравшись до Венеции был арестован. Венецианцы сдали его туркам. Четыре года, с 1793 по 1797 годы, Андреас Андруцос провёл на каторге в Константинополе, неоднократно подвергаясь пыткам, пока не был казнён.
Одиссей стал сиротой в 7 лет. Он вырос при дворе Али-паши, старого приятеля своего отца. Али-паша, вынашивая сепаратистские планы, заигрывал со многими греческими военачальниками. Здесь в Янине, Одиссей получил образование и стал одним из наиболее грамотных греческих военачальников. В особенности Одиссей полюбил «историю и древности». Образцом и уровнем его мышления может стать письмо Андруцоса от 23 апреля 1823 года к греческому просветителю Адамантиосу Кораису, проживавшему во Франции, которого Одиссей пытался убедить в том, что его место в восставшей Греции:

« — раз ты боролся столько лет, просвещая издалека своих несчастных соотечественников, не было ли справедливым сегодня твоё участие в деле независимости Греции? Если в оставшиеся годы ты напишешь наивысочайшие труды, а Греция падёт, то какой от этого прок? Если все последующие века увенчают твои труды ярчайшими похвалами, а Греция останется под ярмом, какая тут слава? Если ты, говоря короче, станешь бессмертным своим письмом, но твоя Родина падёт в руки дикого тирана, что ты выиграл?»

## В описаниях современников
Когда разразилась Греческая революция, Одиссею было 31 год, но у него уже была героическая предыстория. Гордый, непреклонный, порывистый и быстрый в своих решениях — его боялись албанцы и турки, но более всех его боялись греческие землевладельцы.
Валетас пишет, что Андруцос представлял «самое чистое национальное и народное сознание революции 21-го года, с её требованиями демократии и возрождения». Один из наиболее выдающихся военачальников и героев войны Георгиос Караискакис говорил: «воителей у нас много, но только один был стратегом — Одиссей. Ни у кого не было его ума».

## Образ Одиссея
Его образ «сочетал прекрасное и героическое» . Высокий, светловолосый, с широким лбом Одиссей превосходил всех в беге, в прыжках, в метании камня, в стрельбе. Говорят, что он держал подвешенными по одному козлу в каждой руке, пока с них сдирали шкуру. Вот как описывался Одиссей в народной песне тех лет:

Σα βραχος ειν οι πλατες του,
σαν καστρο η κεφαλη του
και ταπλατια τα στηθια του
τοιχος χορταριασμενος
как скалы его плечи
и крепость голова
а груди широченны
травой покрытая стена

## 1821 год
Одиссей принял участие в тайном собрании перед началом восстания в январе 1821 года на острове Лефкас. Он первым начал военные действия в Средней (западной) Греции, истребив Хасан-бея и его 60 жандармов. После чего Одиссей и его 116 соратников написали в Гравья одну из самых славных страниц войны.

## В паутине политических интриг
К 1822 году Одиссей был самым видным военачальником Средней Греции, когда вокруг него стали плести свои интриги землевладельцы и политики во главе с Александром Маврокордато. Маврокордато, который вёл ещё не воссозданное государство в сферу влияния Британии, с неприязнью относился к малограмотным военачальникам из народа, но к военачальникам которые выделялись, таким как Одиссей, относился уже с враждой.
16 апреля Андруцос слагает с себя командование отрядами Средней Греции. 25 мая Одиссей убивает в пещере, где он скрывался, двух правительственных посланников, пришедших арестовать его. 3 июня правительство объявило розыск и вознаграждение за поимку Одиссея. Но скрываясь от правительства, Андруцос не забывает и о войне.
В июле, собрав маленький отряд, он перекрывает дороги из Ламии к Коринфу. 27 августа Одиссей входит в Афины. 24 сентября, всё ещё находясь в розыске, Одиссей провозглашен Афинским собранием командующим сил (восточной) Средней Греции.
30 марта 1823 года, в целях ослабления сил военачальников, Второй национальный конгресс упраздняет должности командующих Пелопоннеса (Теодор Колокотрони) и Средней Греции (Андруцос). 7 апреля Одиссей призывает демократическую фракцию разделаться с олигархами. Димитрий Ипсиланти сдерживает их.
7 июля разбил турок возле Ливадии. 23—25 ноября 1823 года он даёт бой туркам на острове Эвбея и побеждает их. В феврале Андруцос знакомится с полковником Стэнхоупом и Эдвардом Трелони, оба англичанина воодушевлены знакомством. Через некоторое время Трелони женится на сводной сестре Андруцоса. Дружба Стэнхоупа и Трелони создает препятствия английской политике в Греции. В мае, после интриг Маврокордато, Стэнхоуп отзывается британским правительством.
В августе 1824 года прибыл в Нафплион, временную столицу Греции, с целью остановить гонения на военачальников и трижды подвергся покушениям. 20 февраля 1825 года снова объявлен в розыск. Командующим (восточной) Средней Греции назначен его бывший соратник и адъютант Яннис Гурас.

## Падение и смерть
2 марта Андруцос уходит в пещеру на горе Парнас, где, шантажируя правительство, совершает ошибку, заявляя о, мнимом пока, переходе к туркам. 28 марта Гурас осаждает своего бывшего начальника в монастыре Св. Анны. 31 марта и 4 апреля произошли бои между отрядами Гураса и Андруцоса, которому помогают турки. 5 апреля Андруцос оставляет турок и сдается «своему сыну» Гурасу, который обещает не тронуть его. Одиссей был заключён во Франкской башне на афинском Акрополе, котора служила тюрьмой.
25 мая в бывшей пещере Андруцоса на Парнасе англичане Фентон и Уиткомб покушаются на жизнь Трелони.
В ночь с 4 на 5 июня на афинском Акрополе Одиссей Андруцос был убит. Его труп был сброшен со скалы Акрополя с целью выдать убийство за смерть при попытке к бегству. Считается, что его похоронили около храма Преображения Господня на Плаке. Имена трёх его убийц известны. Но моральная ответственность лежит на Гурасе и политиках — Иоаннисе Колетисе и Александре Маврокордато. Рядовой Каладзис оказался неожиданным свидетелем убийства и дал показания юристу Фортису несколько лет спустя, но в прессе его показания и письменное свидетельство появилось только в 1898 году.

## Память
Последние, сомнительной славы, месяцы жизни Одиссея не приуменьшили его славу. В памяти народа он остался военачальником-героем, в первую очередь за битву при Гравии. Большинство греческих историков признает его вклад в освобождение Греции и считает его жертвой политических интриг. Во всех греческих городах есть улицы и площади, носящие имя Одиссея Андруцоса.